# Biodiversité forestière

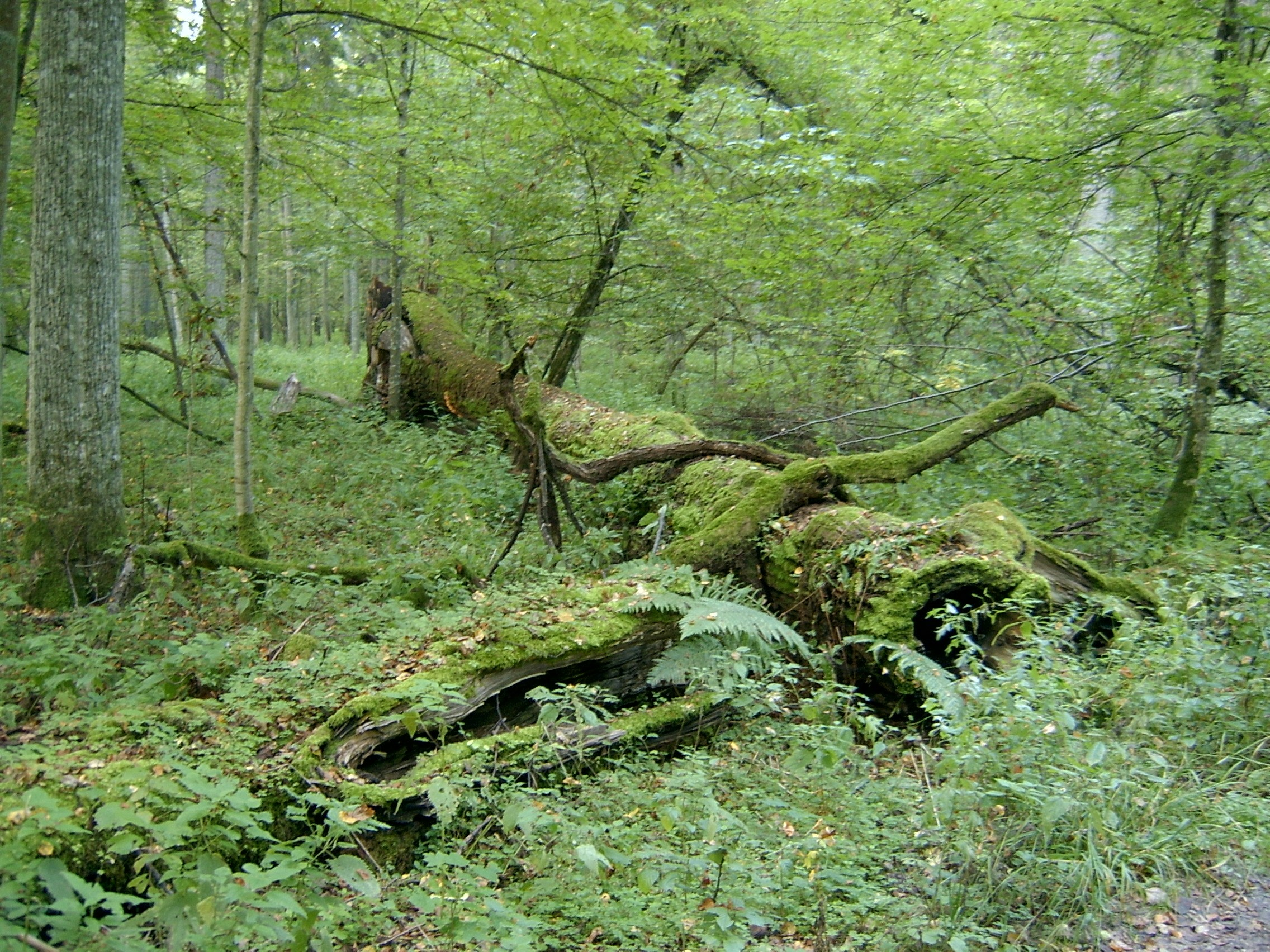
Les forêts primaires sont celles qui ont le plus fort taux de biodiversité. Ici, la forêt de Białowieża en Pologne.

La biodiversité forestière est l'ensemble de la diversité des êtres vivants qui habitent et composent l'écosystème forestier.
Bien que les différentes forêts qui existent à travers le monde possèdent chacune leur propre biodiversité, très différente d'un lieu à un autre, certaines similitudes se retrouvent entre les écosystèmes de ce type, que ce soit dans les espèces communes, l’organisation et la hiérarchie entre elles, par le biais des chaînes trophiques par exemple, ou de l'organisation de la végétation, notamment découpée en strates ou étages.
La biodiversité forestière inclut les êtres vivants présents dans les sols forestiers, ainsi que les espèces qui interagissent avec l'écosystème forestier sans pour autant y passer l'ensemble de leur vie.

## Définition
Pour des articles plus généraux, voir Biodiversité et Forêt.
La biodiversité forestière comprend :
1. La diversité génétique (ou diversité intraspécifique), qui se définit par la variabilité des gènes au sein d'une même espèce, que ce soit entre les individus ou les populations. La diversité génétique au sein d'une même espèce est essentielle pour lui permettre de s'adapter aux modifications de son environnement par le biais de l'évolution[1].
2. La diversité spécifique (ou diversité interspécifique) est la plus connue car la plus visible. Elle correspond à la diversité des espèces vivantes, unité de base de la systématique, par leur nombre, leur nature et leur abondance.
3. La diversité écosystémique correspond à la diversité des écosystèmes. C'est au niveau des écosystèmes que se situe la diversité des interactions des populations naturelles entre elles et avec leur environnement.

## Particularités

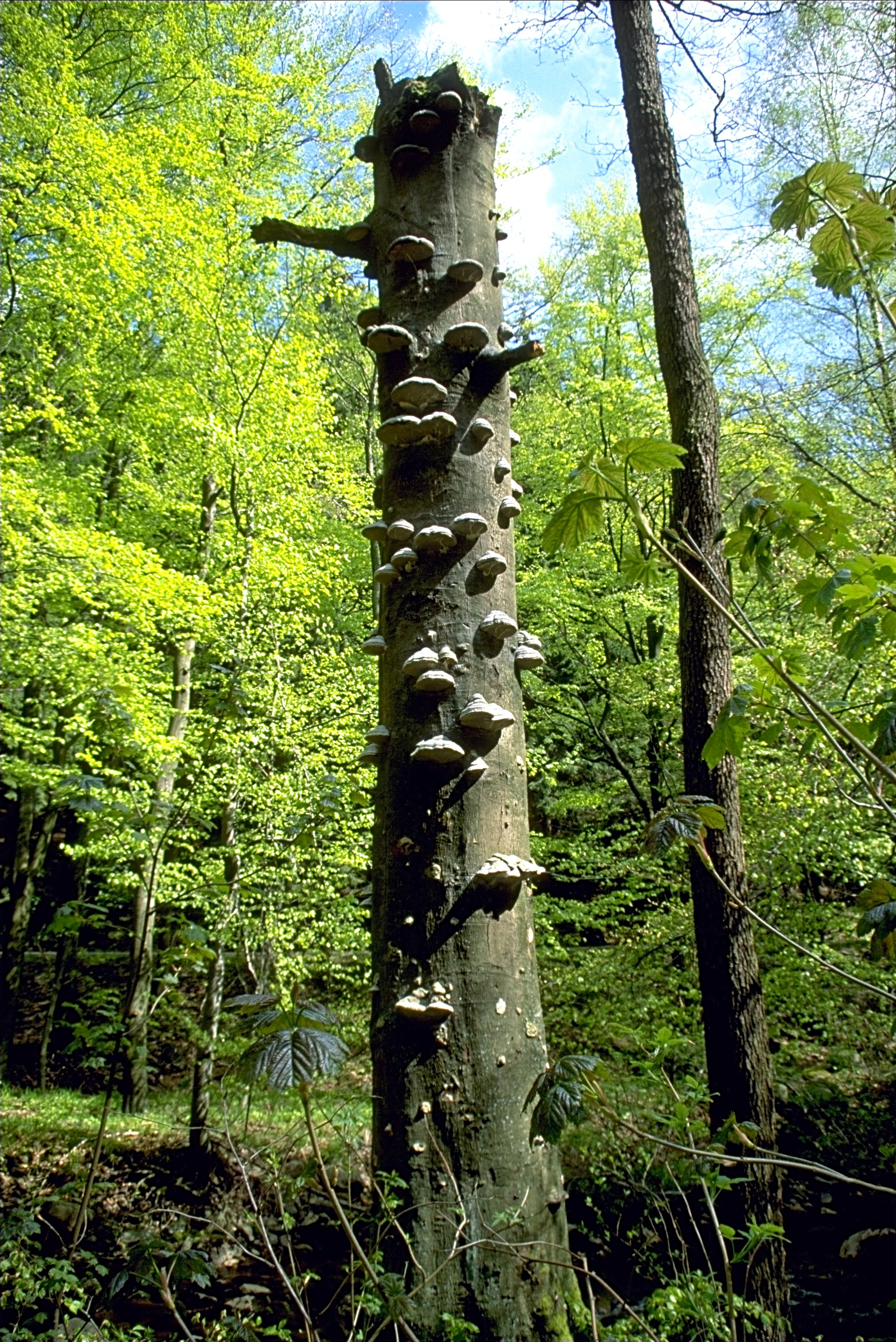
Bois mort.

La forêt est le milieu terrestre qui abrite et nourrit le plus d'êtres vivants (80 % de la biodiversité terrestre mondiale est présente dans les forêts).
Dans une forêt, le vivant est réparti en strates, chacune étant caractérisée par un microclimat et une faune spécifique.
Il est admis que l'essentiel de la biodiversité d'une forêt se concentre dans le sol et le bois mort. Ainsi, en France par exemple, 25 % de la biodiversité forestière se concentre dans le bois mort.

## Biodiversité d'une forêt tempérée
Vallauri et Neyroumande (2009) présentent 

« les grandes lignes relatives à la biodiversité d’une forêt tempérée :
- une forêt de petite surface (jusqu’à 300 hectares) accueille un nombre d’espèces supérieur à 5 000 ; une grande forêt (de plusieurs milliers d’hectares) accueille plus de 10 000 espèces ;
- la faune représente plus des deux-tiers des espèces ; elle est elle-même composée à plus de 90 % d’insectes. Les mammifères, les oiseaux, les reptiles et les amphibiens, pris dans leur ensemble, ne représentent, au maximum, que 3 % de la biodiversité forestière ! (Ce chiffre est important à souligner, car ce sont généralement ces seuls groupes d’espèces animales qui sont « visibles » pour tout un chacun et qui sont, parfois, pris en compte dans la gestion forestière) ;
- la diversité des végétaux compte pour 10 à 20 % environ des espèces ; seuls les ligneux, les autres plantes à fleurs et les fougères, parfois les mousses, sont en partie pris en compte dans la gestion forestière ;
- la diversité des autres règnes et formes de vie (soit tout de même de 15 à 33 % des espèces) est principalement le fait des champignons (plus de 2 000 espèces, dans une grande forêt). »

## Utilisation par l'homme
La biodiversité forestière rend un certain nombre de services à l'homme, tels que la collecte de bois de construction ou de chauffe, la cueillette, la chasse, mais aussi des aspects plus récréatifs de découvertes. Elle permettrait de subvenir aux besoins de 1,6 milliard de personnes.

## Menaces

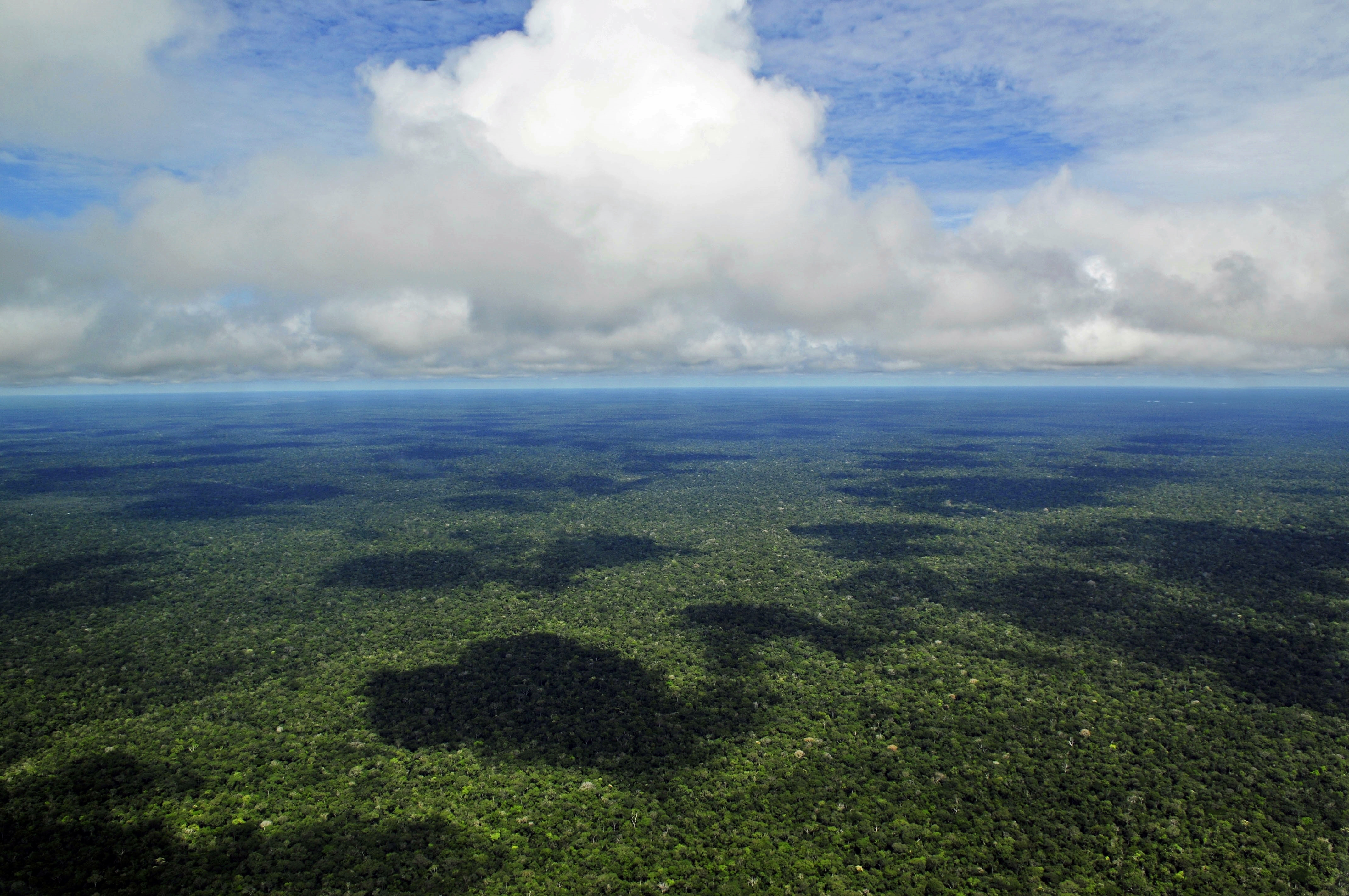
Forêt amazonienne : le plus grand réservoir de biodiversité au monde, menacé par le réchauffement, l'orpaillage et la déforestation (depuis 1970, environ 18 % de la forêt originelle a disparu).

La première menace pour la biodiversité est la destruction des habitats, ici donc la déforestation. La disparition progressive des forêts primaires, remplacées par des forêts secondaires, est également une cause de perte de biodiversité, accentuée lorsque les forêts sont transformées en monocultures (qui ne sont pas toujours considérées comme des forêts en fait).
L'introduction d'espèces exotiques peut-être également une cause de bouleversement de l'écosystème.

## Conservation
Afin de préserver la biodiversité des forêts, des réserves naturelles forestières sont créées, plus ou moins strictes en fonction de l'importance du site ou de l'objectif du gestionnaire (public ou privé).
La biodiversité des forêts peut être restaurée par le reboisement, la réintroduction d'espèces ou le « laisser faire », c'est-à-dire l’absence d'interventions humaines.